# Gerhard Heisler

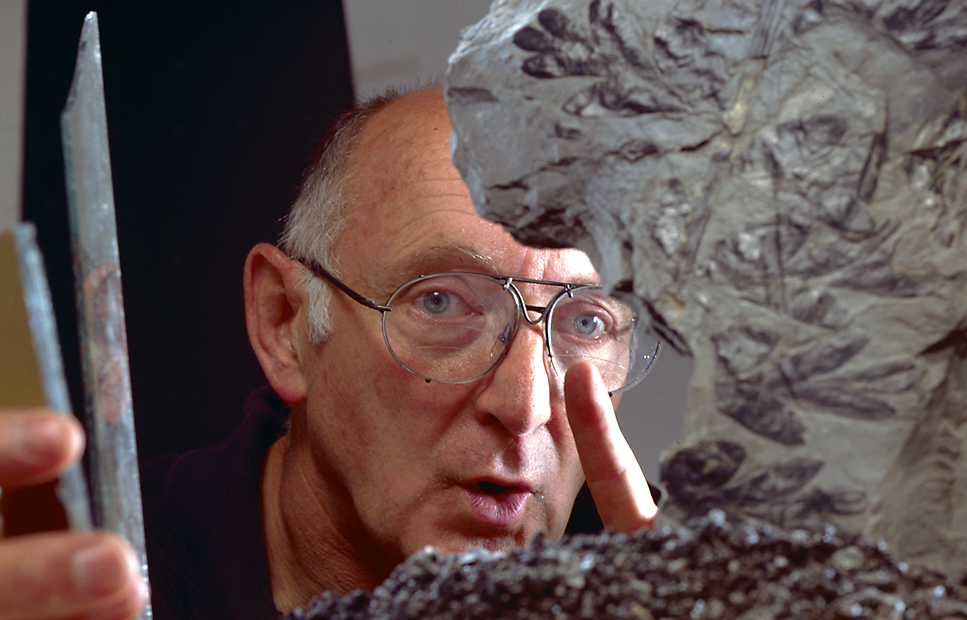
Gerhard Heisler

Gerhard Heisler (* 9. Juli 1941 in Ostrau, Protektorat Böhmen und Mähren) ist ein deutscher Fotograf. Er ist der Bruder von Margarete Palz, mit der er künstlerisch intensiv zusammenarbeitet.

## Leben

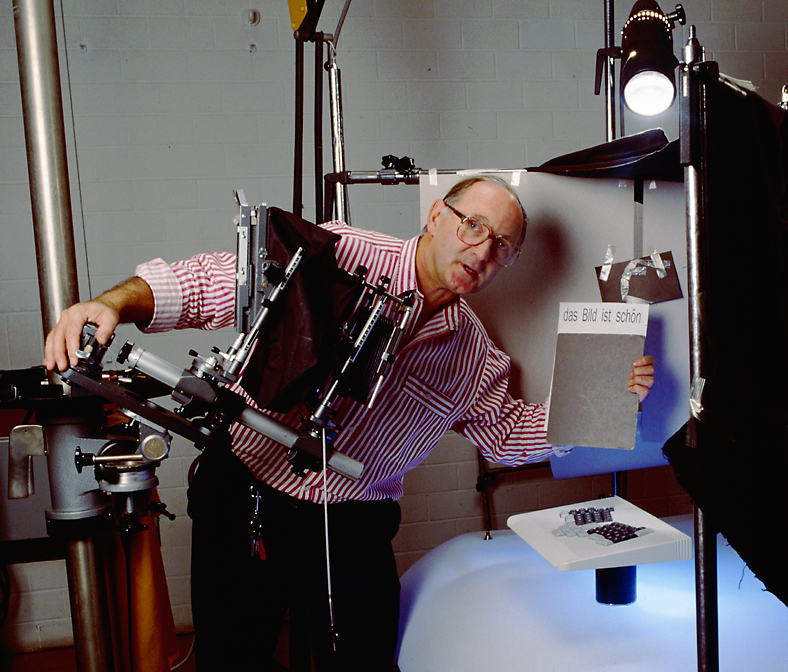
Heisler bei der Arbeit im Fotostudio

Nach seiner Drogistenprüfung im Jahr 1959 legte Gerhard Heisler 1963 seine Gesellenprüfung im Fotografenhandwerk erfolgreich ab und wurde direkt im Anschluss Fotograf der Bundesregierung. Ab 1966 nahm er an der Werkkunstschule in Saarbrücken das Studium der Grundlehre bei Oskar Holweck auf. 1967 Meisterprüfung im Fotografenhandwerk  vor der HWK Hamburg.
Die Firma Foto Heisler gründete er ebenfalls im Jahr 1967. Schon zwei Jahre später wurde er Lehrbeauftragter an der Werkkunstschule/Fachhochschule Saarbrücken im Fachbereich Design. Bis zu seiner Berufung als vereidigter Sachverständiger im Jahr 1982 erfolgten viele fotografische Projekte für die Saarländische Kernwirtschaft Bergbau, Stahl und Medien. In seinem Handwerksstand engagierte er sich von 1986 bis 1989 als Vorsitzender des Gesellenprüfungsausschusses für das Fotografenhandwerk und wurde  1990 in den Berufsbildungsausschuss (BBA) des CV berufen. von 1999 bis 2006 war er Vorsitzender des Gesellenprüfungsausschusses für das Fotografenhandwerk, wobei er dabei ab dem Jahr 2003 bis 2006 Vorstandsmitglied der Fotografeninnung des Saarlandes war.
Heisler wurde im Jahr 2002 das Bundesverdienstkreuz verliehen, was insbesondere auf sein dokumentatorisches Engagement für die Ludwigskirche (Saarbrücken) und die Schlosskirche in Saarbrücken zurückzuführen ist, deren berühmte Fenster von Georg Meistermann bei einem Bombenanschlag am 10. März 1999 auf die benachbarte Wehrmachtsausstellung zum Teil zerstört wurden und nur mit der Hilfe von Fotos von Gerhard Heisler rekonstruiert werden konnten. Sein fotografischer Vorlass ist im Stadtarchiv Saarbrücken überliefert.

## Ausstellungen
- 1987 „20 Jahre Foto Heisler“ Saarländischer Rundfunk, Saarbrücken
- 1989 Teilnahme an der Fotoausstellung „Aspekte zeitgenössischer Fotografie in Deutschland“ im Kunstverein Coburg
- 1990 „Mit Licht Zeichnen“ Universität des Saarlandes, Präsidialamt
- 1990 Ausstellung anlässlich des Weltkongresses „SCOS“ unter dem Titel „Unternehmenskultur und Innovation“, Universität Saarbrücken
- 1990 „Innovatives Saarland“, Ausstellung anlässlich der Eröffnung des „Haus des Saarlandes“ in Paris
- 1991 „Lichtspuren“, Ausstellung im Museum Schloss Ettlingen
- 1999 „Dimensionen - Medium Fotografie“ im Herzogschloss, Zweibrücken
- 2000 Kunstszene Saar VISIONEN 2000 -Figurine-
- 2001 Wettbewerbsteilnahme „Vertretung des Saarlandes beim Bund“
- 2004 Kunstszene Saar IM AUGENBLICK - Instanzen-
- 2005 FOCUS u. VFA  „Bilder der Forschung“ München und als Wanderausstellung
- 2007/08  Teilnahme an der Sonderausstellung „Menschenbilder – das Portrait im Wandel der Zeit“ im Stadtmuseum der Stadt Zweibrücken mit der erstmaligen Veröffentlichung einer neuen Bildsprache:  "KAPILARE" (sic.)
- 2012 VETA,  eine Steleninstallation von 5 m × 12 m × 2,50 m auf dem SENDA D´ART (Kunstpfad) In Trun/Schweiz aus VALSER Stein der Firma Truffer/Vals
- 2014 Fotos? – Bilderlebnisse für Augenmenschen und andere Neugierige. Fraunhofer zeigt Bilder von Gerhard Heisler, München

## Auszeichnungen
- 1980 1. Preis im Fotowettbewerb des Saarlandes
- 1987 1. Preis für den HOLWECK-Kalender „Papier neu sehen“ der Firma Scheufelen durch das Landesgewerbeamt Baden-Württemberg
- 1987 Erscheinen der Briefmarke "Ludwig Erhard 1897-1977". Dem Motiv liegt ein Foto von Gerhard Heisler zugrunde
- 1992 Auszeichnung des Kalenders der „Saarbrücker Zeitung“ durch das Landesgewerbeamt Baden-Württemberg
- 2002 Verleihung des „Verdienstordens am Bande der Bundesrepublik Deutschland“ (Bundesverdienstkreuz)

## Publikationen
- 1989 Katalog zu „Aspekte zeitgenössischer Fotografie in Deutschland“ Kunstverein Coburg
- 1999 Photo - Technik international Heft 3/99
- 2000 Katalog „Kunstszene Saar VISIONEN 2000“
- 2003 Katalog zum Wettbewerb -Vertretung des Saarlandes beim Bund- (Institut für aktuelle Kunst, SLS)
- 2004 Katalog „Kunstszene Saar IM AUGENBLICK 2004“
- 2007 Katalog zur Ausstellung "MenschenBilder" – Das Portrait im Wandel der Zeit. Stadtmuseum Zweibrücken mit der erstmaligen Veröffentlichung der "KAPILARE" (sic.), einer neuen Bildsprache.
- 2007 Botschaft der Steine Monika Bugs: Mittelalterliche Steintafeln und zeitgenössische Frottagen im Dialog, aus der Basilika Saint-Remi in Reims/Frankreich, ISBN 978-3-932942-26-6.
- 2008 "DIE LUDWIGSKIRCHE ZU SAARBRÜCKEN" ein Sachbilderbuch über die Ludwigskirche und den Ludwigsplatz von Mag. Horst Heydt, Pfr. und Fotograf Gerhard Heisler, ISBN 978-3-938415-38-2.
- 2014 FOTOS? Bilderlebnisse für Augenmenschen und andere Neugierige, Katalog zur Ausstellung bei der Fraunhofer-Gesellschaft, München, ISBN 978-3-00-045075-4